# Кадровый гасящий импульс

Фрагменты кадровых гасящих импульсов нечётного и чётного полей. Показаны уравнивающие импульсы и кадровые синхроимпульсы

Ка́дровый гася́щий и́мпульс (англ. vertical blanking interval, сокращение VBI), также известный как VBLANK — составляющая полного видеосигнала аналогового телевидения, предназначенная для гашения луча кинескопа во время обратного хода кадровой развёртки. Каждый кадр видеосигнала с чересстрочной развёрткой содержит два кадровых гасящих импульса — по одному для чётного и нечётного полей. При прогрессивной развёртке кадр содержит один кадровый гасящий импульс.
Кадровый гасящий импульс и его составляющие формируются синхрогенератором видеокамеры, видеомагнитофона или видеоадаптером компьютера.

## История
Кадровый гасящий импульс унаследован современным телевидением от ранних систем с электронно-лучевыми трубками. Его длительность составляет существенную величину из-за индуктивной инерции отклоняющих магнитных катушек, которые осуществляли строчную и кадровую развёртки, отклоняя электронный луч. Магнитное поле, и, следовательно, положение светящейся точки на экране не могут изменяться мгновенно, поэтому обратный ход занимает определённый промежуток времени. Для кадровой развёртки он равен длительности нескольких строк строчной развёртки, поскольку генераторы обеих развёрток работают непрерывно. Строки, развёртаваемые при обратном ходе  кадровой развёртки, не содержат информацию об изображении и поэтому называются пассивными. 
Разные обозначения стандартов разложения могут учитывать количество всех строк или только активных. Так, в европейском стандарте разложения 625/50, принятом в России, активных строк 576, а 49 — пассивных, приходящихся на оба кадровых гасящих импульса длительностью по 1,6 миллисекунды каждый. Например, обозначение 576i соответствует стандарту 625/50 с чересстрочной разверткой.
Современные телевизоры без электронно-лучевых кинескопов, например, с жидкокристаллическими экранами, не требуют времени на обратный ход развёрток, однако стандарты аналогового телевидения существуют в неизменном виде для возможности приёма телепрограмм всеми телевизорами, в том числе с кинескопом.

## Состав кадрового гасящего импульса
Вместе с кадровыми гасящими импульсами передаются кадровые синхроимпульсы, а также уравнивающие импульсы для чересстрочной синхронизации. Кадровый гасящий импульс является одной из главных составляющих телевизионного синхросигнала и, кроме видеосигнала телевидения, присутствует в видеосигнале аналоговых компьютерных видеоинтерфейсов, таких, как VGA, S-Video и других. Электрический интерфейс VGA для передачи кадровых гасящих импульсов имеет отдельную электрическую линию. Во время кадрового гасящего импульса изображение не передается и на экране он никак не отображается, потому что совпадает с обратным ходом развёртки. Во время обратного хода в электронно-лучевых трубках луч гасится, чтобы предотвратить перечёркивание изображения. Для надежного гашения луча кадровый гасящий импульс передаётся на уровне, соответствующем уровню чёрного в изображении или немного ниже уровня чёрного.
Во время кадрового гасящего импульса в современном телевидении также могут передаваться служебные сигналы, поскольку на экран не выводится видеоинформация. Служебная информация, уравнивающие и кадровые синхроимпульсы передаются на уровне «чернее черного». При чересстрочной развёртке кадровые гасящие импульсы начинаются с начала строки в нечётном полукадре и с середины строки в чётном полукадре.
Состав и характеристики кадровых гасящих импульсов определяются международными соглашениями, принятыми для обеспечения совместимости различных устройств и международного обмена телепрограммами. В современном аналоговом телевидении параметры кадрового гашения нормируются в соответствии с рекомендацией ITU BT.1700.

## Служебная информация
В системах аналогового и цифрового телевещания кадровый гасящий импульс используется для передачи служебных данных, так как они при этом не отображаются на экране и имеет большую длительность, достаточную для передачи нескольких килобит информации. В стандартном телевизионном сигнале во время кадрового гасящего импульса передаются специальные измерительные строки, предназначенные для контроля параметров канала передачи. 23-я строка, передаваемая во время кадрового гасящего импульса, содержит 14-битный код WSS (англ. Wide Screen Signaling), содержащий информацию о соотношении сторон передаваемого изображения и дополнительных экранных каше. Также во время кадрового импульса гашения могут передаваться скрытые субтитры, телетекст, коды защиты от копирования и другие данные, шифрованные протоколом XDS (например, рейтинги для V-chip). Кроме того, кадровый гасящий импульс используется при видеозаписи для специальной разновидности временно́го кода — VITC — записываемой вместо импульса.
Передача строчных синхроимпульсов во время кадрового не прекращается во избежание сбоя строчной синхронизации. Поэтому кадровый гасящий импульс имеет сложную форму и в нём присутствуют строчные синхроимпульсы и уравнивающие импульсы длительностью 2,35 микросекунды. Последние предназначены для точного совмещения растров чётного и нечётного полей чересстрочной развёртки. В системе цветового телевидения SECAM во время кадрового гасящего импульса передаются еще и сигналы опознавания цвета, наличие которых уменьшает время для возможной передачи служебной информации (см. статью Телетекст).

## Другое использование
В видеоиграх вертикальные импульсы также используются для синхронизации. Большинство графических операций по модификации видеопамяти на игровых консолях, включая и 16-битную эру, могло быть выполнено только в течение кадрового гасящего импульса, который программисты часто называют VBLANK, при этом программы должны быть написаны так, чтобы вся обработка графики выполнялась исключительно за это время. Необходимость такой синхронизации игрового кода и кадровой развёртки приводила к сложности программирования для игровых систем ранних поколений, например, таких как Atari 2600.
Компьютерная графика же чаще всего использует для отображения стандарты, отличающиеся от телевизионных, например стандарты разложения растра для компьютеров отличаются в сторону бо́льшего разрешения и возможно применение прогрессивной развёртки. Поэтому кадровый гасящий импульс в компьтерных системах может отличаться длительностью и быть единственным в каждом кадре, но в аналоговых видеоинтерфейсах, рассчитанных на мониторы с электронно-лучевой трубкой, обязательно присутствует.
Большинство бытовых видеомагнитофонов использует уровень кадровых гасящих импульсов для установки уровня записи. Это особенность используется в некоторых системах защиты от несанкционированного копирования. Например, система «Макровижн» (англ. Macrovision) вставляет в кадровый интервал дополнительные синхроимпульсы, не позволяющие системе автоматического регулирования уровня записи видеомагнитофона работать нормально и нарушает синхросигналы в получаемой копии. В результате копирование видеозаписи с нормальным качеством становится невозможным.